# Batobius bicolor
Batobius bicolor is een keversoort uit de familie Mycteridae. De wetenschappelijke naam van de soort is voor het eerst geldig gepubliceerd in 1863 door Fairmaire & Germain.